# Po Nagar
Po Nagar is een hindoeïstische tempel aan de monding van de rivier de Cai in de Vietnamese stad Nha Trang. De tempel is op een heuvel gebouwd, op ongeveer 50 meter boven de zeespiegel. De naam "Po Nagar" wordt voor heel het bouwwerk gebruikt, maar het is eigenlijk de naam van de grootste toren op het terrein, deze is ongeveer 23 meter hoog.
De tempel werd gebouwd toen de Hindoes welvarend werden in Vietnam, ten tijde van het Champa-Rijk. Het precieze bouwjaar is onbekend, het bouwjaar is zeker voor 781. Er worden in de tempel meerdere goden vereerd, de belangrijkste is Shiva, maar ook zijn echtgenote Uma en de speciale Champa-Hindoeïstische godin Po Nagar worden hier vereerd.
Op het moment is Po Nagar een niet zo belangrijk religieus centrum, maar meer een toeristische trekpleister.

## Volgens de legende
Po Nagar - beter bekend als Yan Pu Nagara of Ino Po Nagar - was een bedachte godin die heerste over de lucht, de wolken, het hout, de bomen en rijst van het Champa-Volk.
Ze was getrouwd met 97 echtgenoten, maar van allemaal werd Po Yan Amo (de sterkste) het meest gewaardeerd.
De godin kreeg 38 dochters, deze dochter-godinnen hadden volgens vele verhalen en sprookjes geen kleding aan. De namen van drie van de dochters zijn herkenbaar als gebied of stad: Kauthara (naar de provincie Khánh Hòa, hier ligt de tempel ook), Panduranga (naar de kustprovincie Ninh Thuận) en Manthit (naar de stad Phan Thiết).

## Geschiedenis
Voor het jaar 781 besloot de toenmalige koningin over het Champa-Rijk (Jagadharma) een prachtige tempel te bouwen van harde, dure materialen (zoals kalksteen en marmer) ter ere de Hindoeïstische goden, hoog op een heuvel aan de oevers van de riviermonding van de Cai-Rivier.
Het bouwwerk werd versierd met edelstenen en goud om een wit voetje te halen bij de goden, want deze koningin was wreed.
Jaren later werd de tempel geplunderd door Indonesische troepen vanuit Java. Een groot deel van de tempel werd toen vernietigd. Al de gouden voorwerpen en de edelstenen waren weg, deze werden bij herstelwerkzaamheden door koning Satyavarman vervangen door rode bakstenen. Na de voltooiing van deze herstelwerkzaamheden aan de tempel werd het bouwwerk met rust gelaten. Wel is er nog een klein deel vernietigd.
Op het begin waren er slechts 3 torens, later werden dat er 5.

## Architectuur
De algemene architectuur van Po Nagar bestaat uit drie verdiepingen, gaande van beneden naar boven.
- Parterre:

De parterre van Po Nagar is horizontaal gebouwd en ooit was er een poorttoren die nu niet meer bestaat.
- Eerste verdieping:

Deze verdieping bestaat uit twee rijen kolommen met achthoekige tegels, elke rij bestaat uit vijf kolommen met een diameter van meer dan 1 meter en een hoogte van 3 meter. Aan weerszijden van de kolommen is er een stenen platform. Op basis van deze structuur wordt verondersteld dat het een groot gebouw met een pannendak was, met plaats voor pelgrims en een kantine.
- Tweede/Bovenste verdieping:

De bovenste verdieping is omringd door stenen muren en twee torens. Deze etage bestaat uit drie torens voor de troon voor de goden. Hier op de verdieping zelf bevinden zich vele standbeelden en terracotta reliëfs.

## Po Nagar-Festival
Jaarlijks vindt er een groot festival plaats in de Po Nagar-tempel tussen de 21e dag van de eerste maand van het maanjaar (Chinese/Vietnamese Jaar) en de 23e dag van de derde maand van het maanjaar. Dit festival is door het Ministerie van Onderwijs, Cultuur en Wetenschap van Vietnam gerangschikt als een van de 16 nationale festivallen van het land in het jaar 2001. In de afgelopen jaren wordt dit festival georganiseerd in de provincie Khánh Hòa, soms zelfs zonder een ceremonie in de Po Nagar-tempel in de provinciehoofdstad Nha Trang.

## Fotogalerij

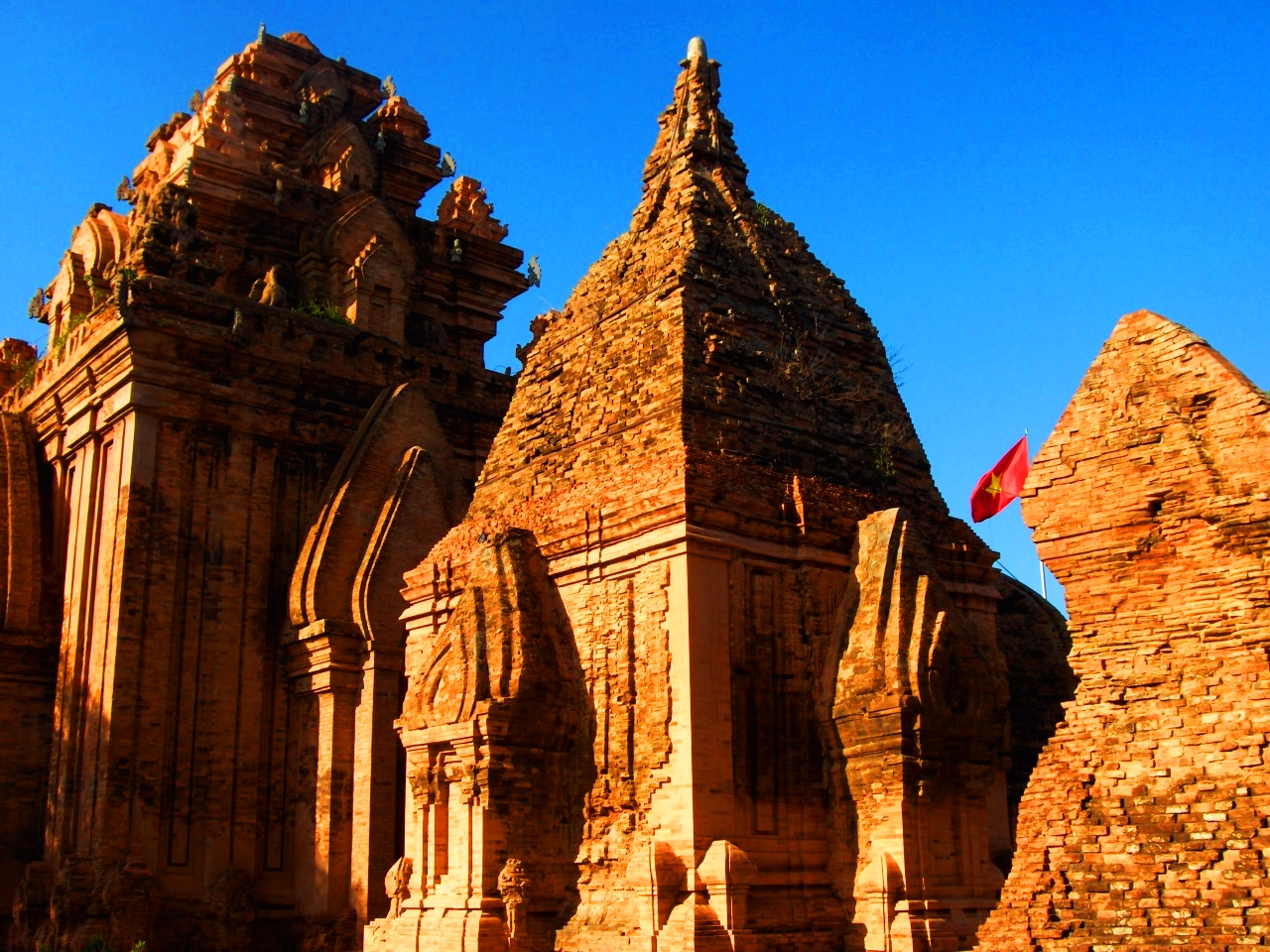
Torens van Po Nagar
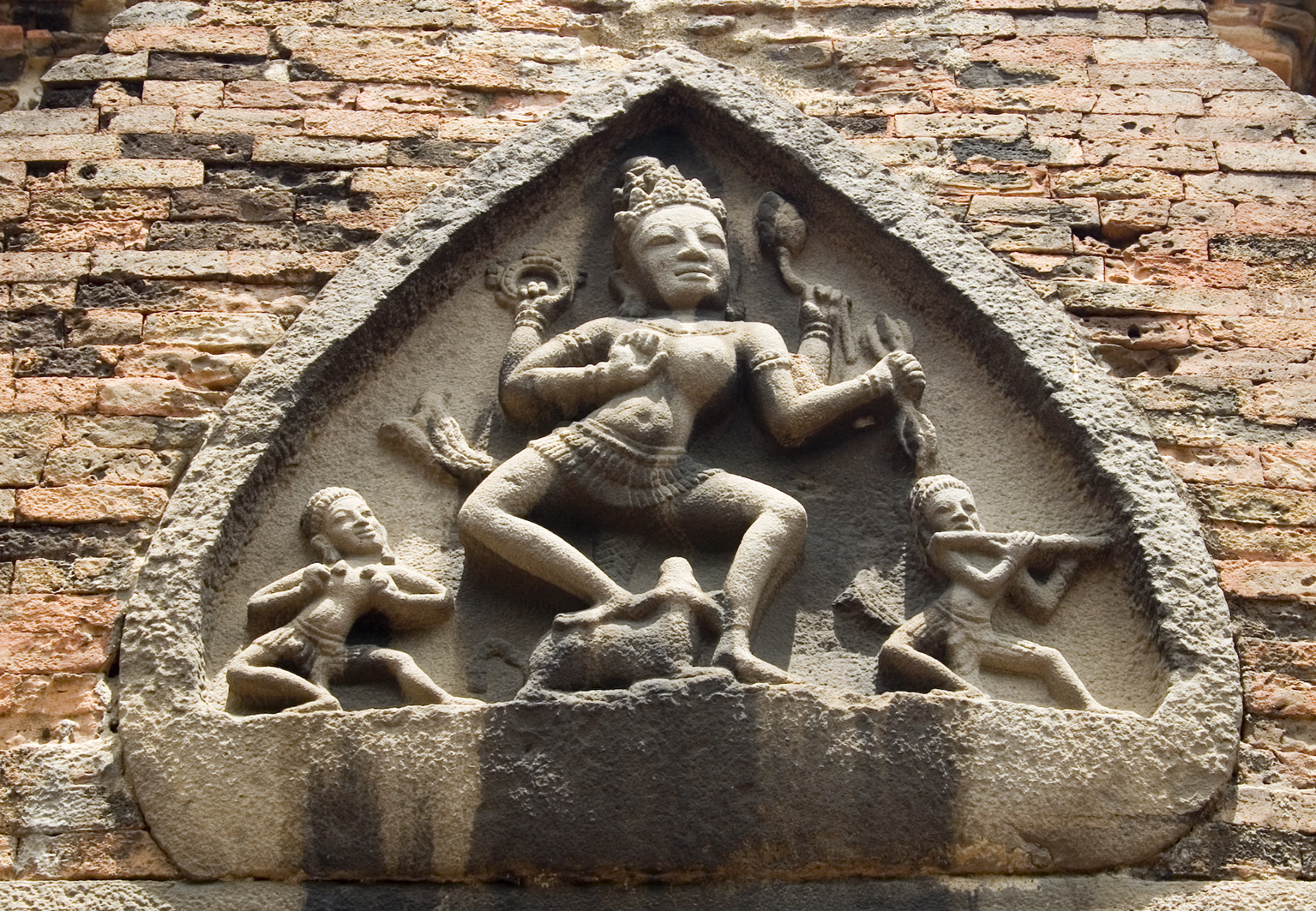
Een ornament van hindoeïstische goden in Po Nagar
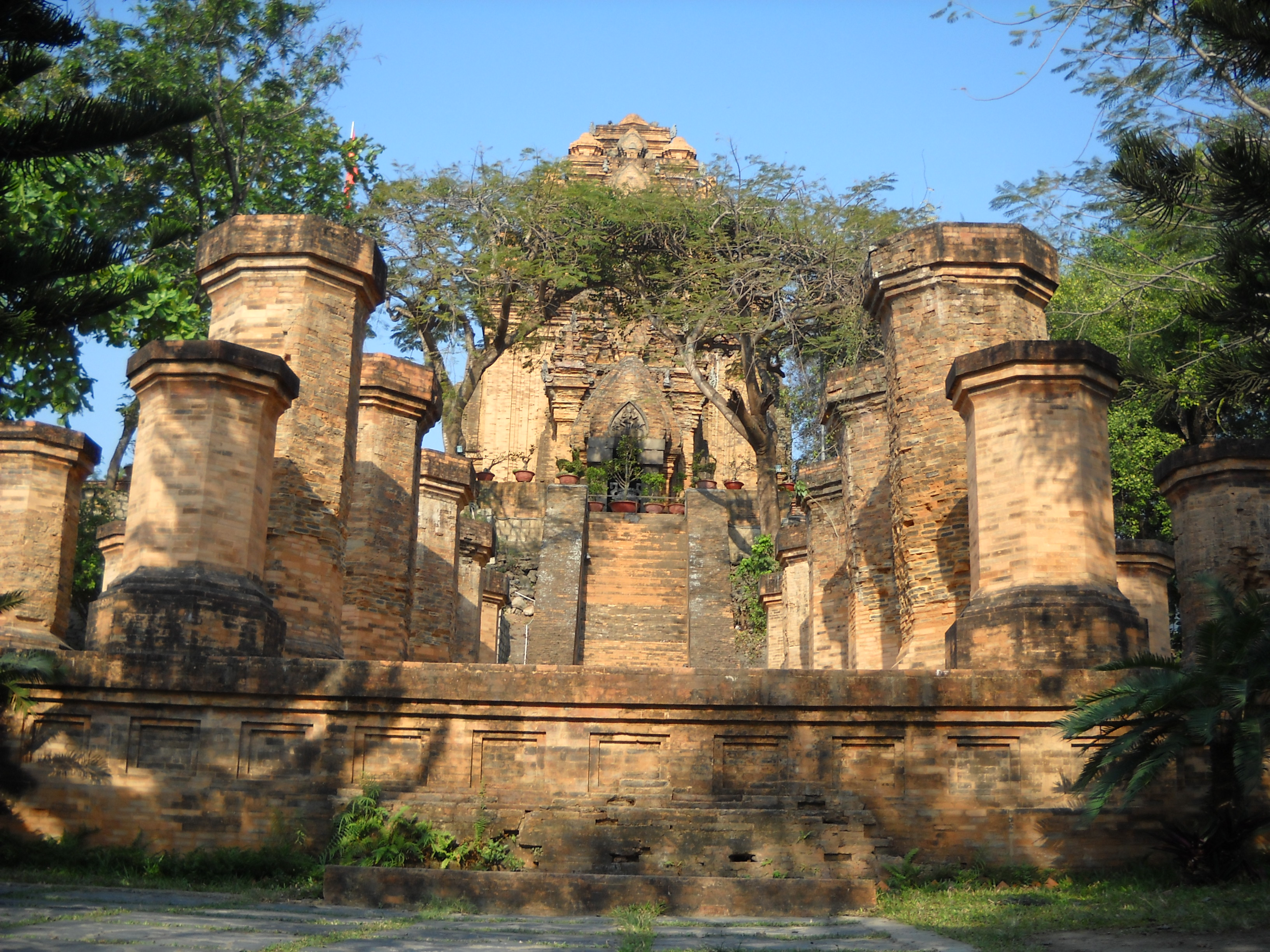
Zicht op Po Nagar
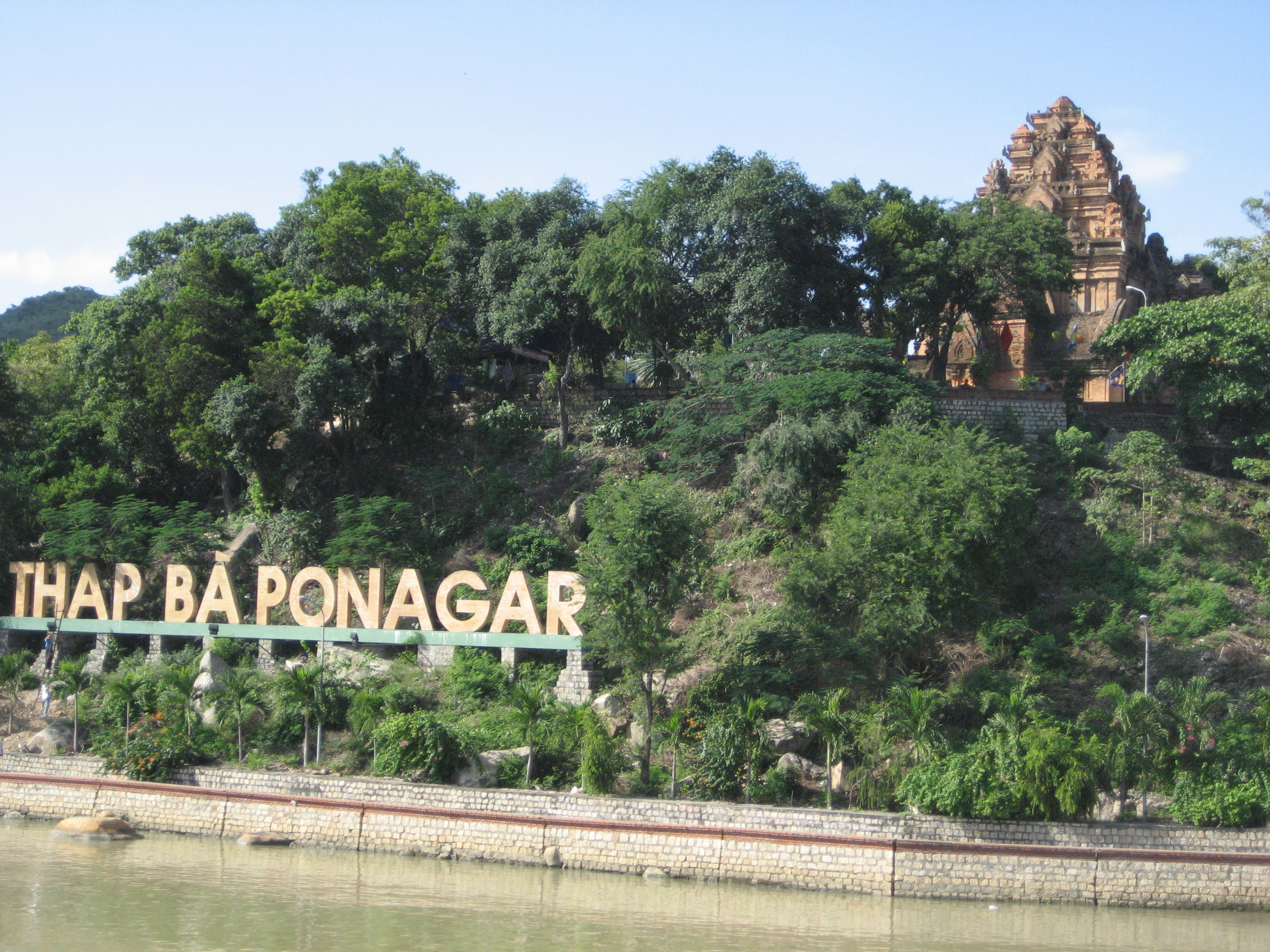
Ander zicht op Po Nagar
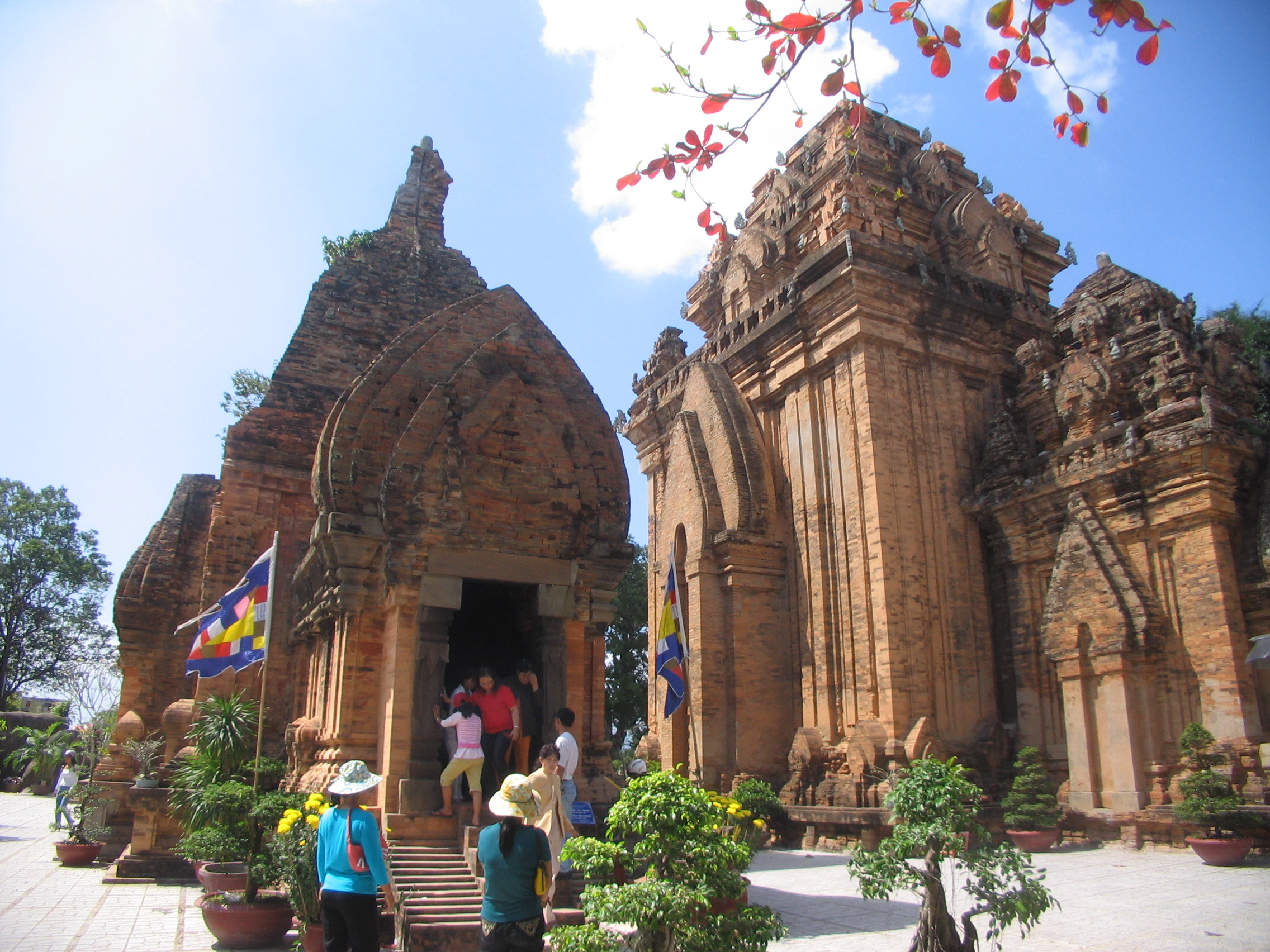
Torens van Po Nagar met toeristen
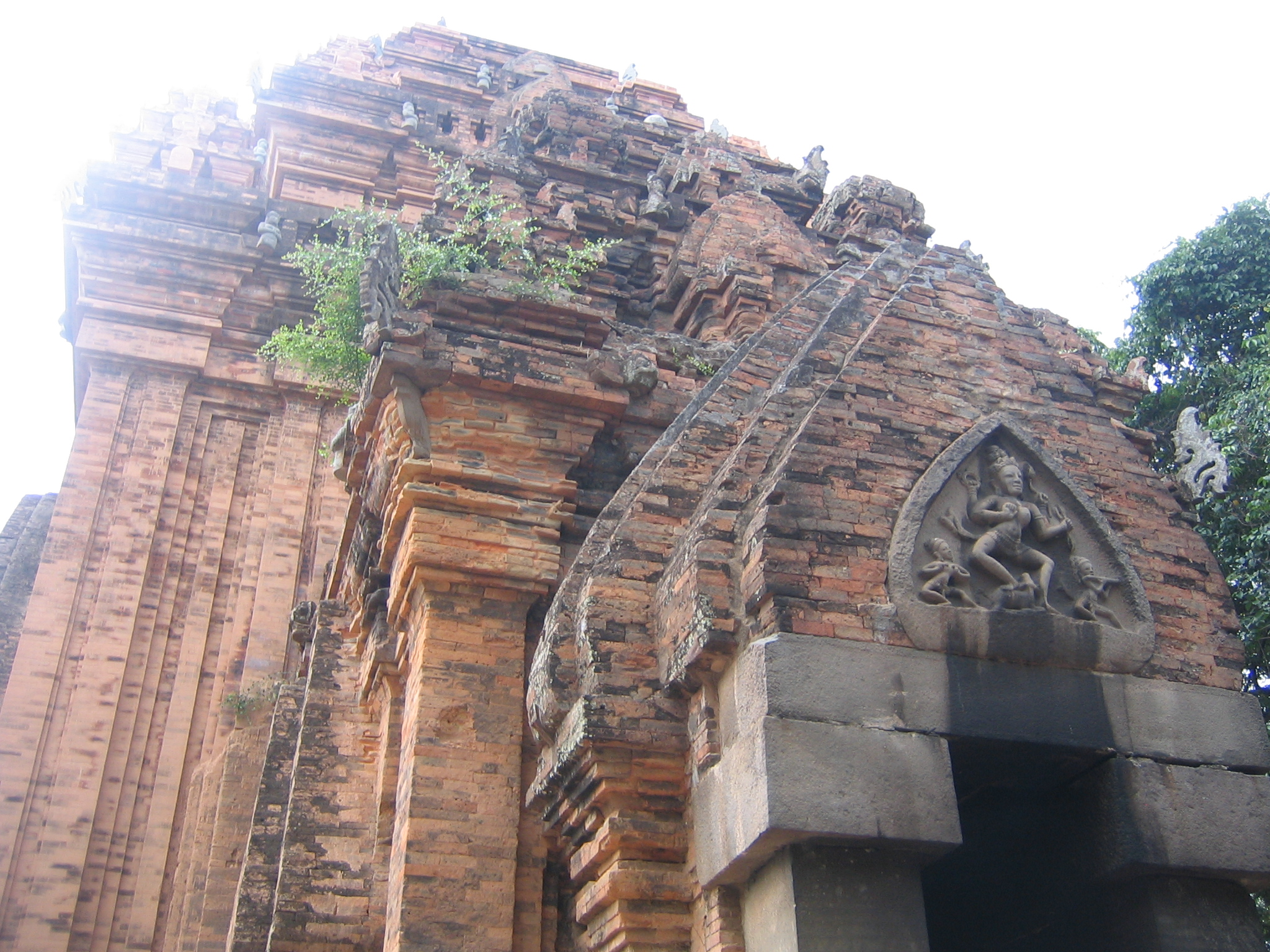
Een van de ingangen tot Po Nagar
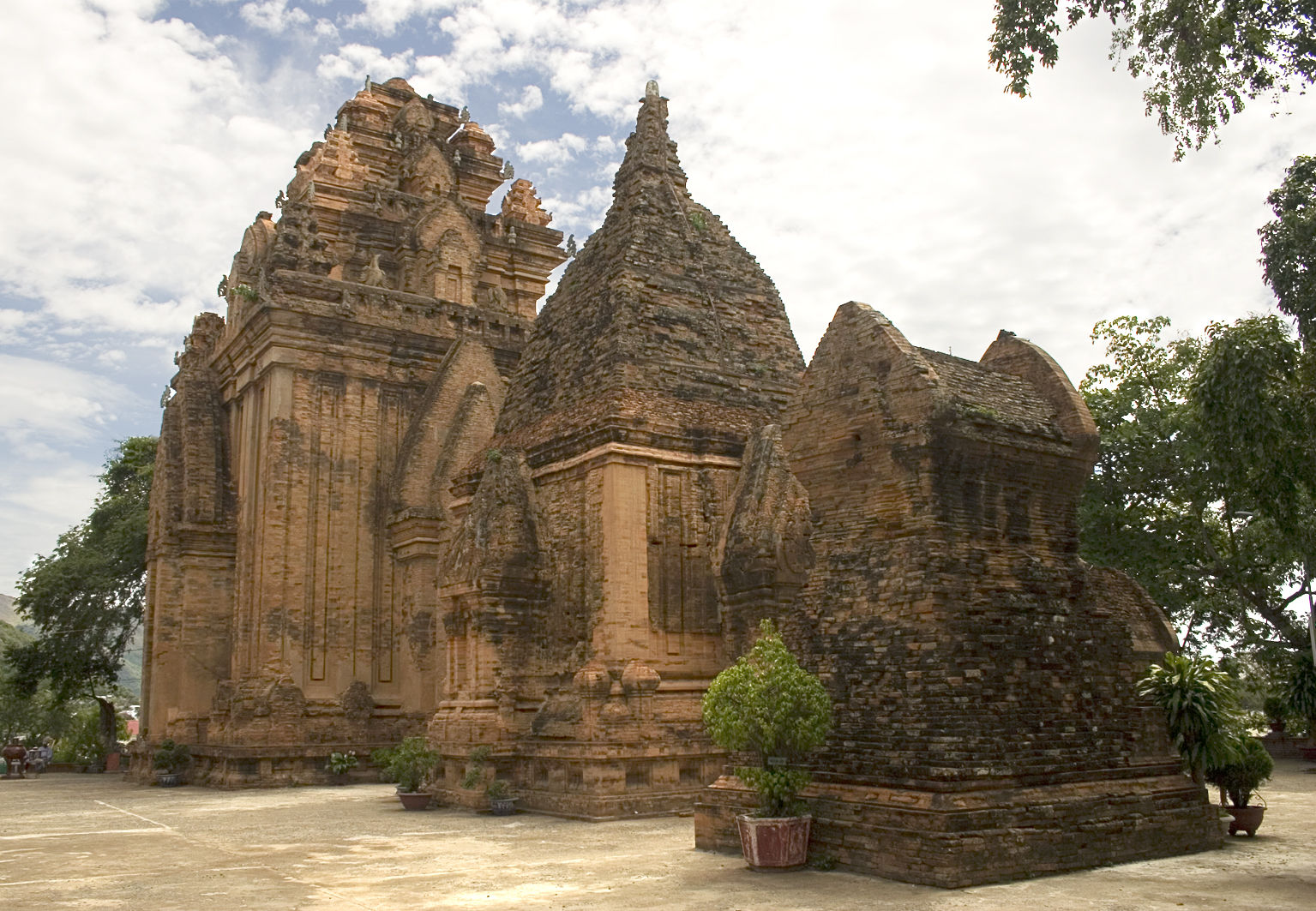
Ander gezicht op de Torens van Po Nagar